# ハクセン
ハクセン（白鮮、学名 : Dictamnus albus）は、ミカン科の多年草。かつては6種に分類されていたが、現在はすべて亜種の扱いになり、ハクセン属は1種のみからなる単型の属になっている。

## 特徴
東アジアからヨーロッパ南西部にかけての、比較的乾いた草原、灌木帯や、松林の下草などとして自生している。
草丈は40～80cmくらいで、全草にシキミに似た強い臭みがある。茎は直立し、葉は奇数羽状複葉で、小葉は長さ5cmくらいで、縁に細かい鋸歯がある。花は夏咲きで、数十輪からなる大きな総状花序で、五弁花は直径4cm、花穂の長さは30cmくらいになる。花の色は白か淡いピンクであるが、園芸種には、藤色や紅色のものもある。漢方では根皮を「白鮮皮（はくせんぴ）」といい、唐以降の書物に見られる。解毒や痒み止めなどに用いられていたが、現在はほとんど用いられない。ヨーロッパでは、皮膚病の薬や堕胎薬として用いられていた。現在では、花穂が立派なため、園芸植物としての改良が進んでいる。

## 栽培
初秋に成熟するタネを取り播きにし、3mmほど覆土する。市販のタネはあまり発芽がよくない。弱アルカリ性のやや乾いたところを好み、高温多湿に弱い。また、ごく小さい苗のうちでないと、移植ができない。